# Hoplopleura sinhgarh
Hoplopleura sinhgarh är en insektsart som beskrevs av Mishra, Bhat och Chintamani R. Kulkarni 1972. Hoplopleura sinhgarh ingår i släktet Hoplopleura och familjen gnagarlöss. Inga underarter finns listade i Catalogue of Life.